# Tenor dramático
| Tipo de Voz  | Tipo de Voz |
| Feminino     | Masculino   |
| ------------ | ----------- |
| Soprano      | Tenor       |
| Meio-soprano | Barítono    |
| Contralto    | Baixo       |

Tenor dramático é um timbre de tenor robusto, pesado com clarim emotivo e muito poderoso. Ele não tem as extensões altas do tenor lírico, mas tem o poder adequado para um equilíbrio dentro da família vocal. O tenor dramático tem um alcance aproximado do B uma oitava abaixo do C médio (B2) para o B uma oitava acima do meio C (B4) com alguma capacidade de cantar até o C uma oitava acima do C médio (C5). 
O Tenor Dramático é constantemente confundido com o Barítono devido a sua voz robusta e pesada. É comum tenores dramáticos começarem suas carreiras como Barítono e depois perceberem que sua voz se adequa melhor no repertório tenor dramático e acabam fazendo a transição de repertório. A voz Tenor Dramático é uma voz pesada, volumosa que tem a fama de "preencher o teatro" devido a sua alta potência vocal. A voz possui grande destaque para o papel Otello sendo um dos grandes objetivos na carreira de um tenor dramático.

## Papéis de Tenores Dramáticos
- Canio, Pagliacci (Leoncavallo)
- Dick Johnson, La fanciulla del West (Puccini)
- Don Alvaro, La forza del destino (Verdi)
- Florestan, Fidelio (Beethoven)
- Enée, Les Troyens (Berlioz)
- Otello, Otello (Verdi)
- Peter Grimes, Peter Grimes (Britten)
- Sansão, Samson et Dalila (Saint-Saëns)

## Cantores Tenores Dramáticos
- Franco Bonisolli
- Enrico Caruso
- James McCracken
- Jean de Reszke
- David Miller
- Mario Del Monaco
- Plácido Domingo